# Жаушикумський сільський округ
Жаушику́мський сільський округ (каз. Жаушықұм ауылдық округі, рос. Жаушикумский сельский округ) — адміністративна одиниця у складі Шардаринського району Туркестанської області Казахстану. Адміністративний центр — село Жаушикум.
Населення — 2758 осіб (2021; 1946 у 2009, 1802 у 1999, 1802 у 1989).
Станом на 1989 рік існувала Жаушикумська сільська рада (села Багісколь, Жаушикум, Куйган, Юбілейне, селище Калгансир). 2024 року ліквідовано села Калгансир та Багісколь.

## Склад
До складу округу входять такі населені пункти:
| Населений пункт     | Колишні назви | Населення, осіб (1989) | Населення, осіб (1999) | Населення, осіб (2009) | Населення, осіб (2021) |
| ------------------- | ------------- | ---------------------- | ---------------------- | ---------------------- | ---------------------- |
| Багісколь, село     | -             | 68                     | 24                     | 68                     | 17                     |
| Жаушикум, село      | Юбілейне      | 1293                   | 1417                   | 1486                   | 2533                   |
| --Жаушикум, село    | -             | 295                    | 160                    | 105                    | -                      |
| Калгансир, село     | -             | 114                    | 37                     | 44                     | 41                     |
| --Будинок моториста | -             | -                      | -                      | -                      | 9                      |
| Куйган, село        | -             | 32                     | 164                    | 243                    | 158                    |